# Fosses-la-Ville
Fosses-la-Ville (anciennement Fosses, et en wallon Fosse) est une ville francophone de Belgique située en Wallonie dans la province de Namur. Sise dans l’Entre-Sambre-et-Meuse, elle est arrosée par la Biesme.
La commune est formée de six anciennes communes devenues sections.

## Géographie

### Sections et hameaux
Fosses-la-Ville compte aussi quelques hameaux comme Bambois, Cocriamont, Haut-Vent et Névremont.

### Sections
| # | Nom                | Superficie (km2) | Habitants (2020) | Habitants par km2 | Code INS |
| - | ------------------ | ---------------- | ---------------- | ----------------- | -------- |
| 1 | Fosses-la-Ville    | 20,83            | 4 733            | 227               | 92048A   |
| 2 | Vitrival           | 9,65             | 1 593            | 165               | 92048B   |
| 3 | Sart-Eustache      | 3,28             | 803              | 245               | 92048C   |
| 4 | Le Roux            | 8,18             | 1 547            | 189               | 92048D   |
| 5 | Aisemont           | 5,54             | 666              | 120               | 92048E   |
| 6 | Sart-Saint-Laurent | 15,70            | 1 070            | 68                | 92048F   |

### Communes limitrophes
|                | Sambreville - Jemeppe-sur-Sambre - Floreffe |               |
| Aiseau-Presles | Fosses-la-Ville                             |               |
|                | Mettet                                      | Profondeville |

## Démographie

### Démographie: Avant la fusion des communes
- Source: DGS recensements population

### Démographie: Commune fusionnée
En tenant compte des anciennes communes entraînées dans la fusion de communes de 1977, on peut dresser l'évolution suivante :
Les chiffres des années 1831 à 1970 tiennent compte des chiffres des anciennes communes fusionnées.
- Source : DGS, de 1831 à 1981=recensements population; à partir de 1990 = nombre d'habitants chaque 1 janvier[2]

## Histoire
Fosses-la-Ville est un très ancien village, portant il y a plusieurs siècles le nom de « Bebrona », nom issu de la présence d'eau potable de la Biesme sans doute à l'origine du choix du lieu. Des sondages sont entrepris dans différents endroits, indiquant une occupation du Ier au IVe siècle prolongée à l’époque mérovingienne. 
Vers 650, le moine irlandais Feuillen de Fosses reçoit en usufruit d'Itte Idoberge, la veuve de Pépin de Landen et de sa fille Gertrude de Nivelles, un vaste domaine riverain de la Biesme et y construit le premier monastère irlandais de Belgique. En 655, Feuillen est assassiné par des voleurs près du Rœulx et son corps, ramené à Fosses selon son désir, devient l’objet de la vénération populaire sous le nom de Saint Feuillen.
Vers 900, le monastère et ses dépendances sont cédés à l’évêque de Liège et, vers 910, les moines sont remplacés par un chapitre de chanoines. En 974, l'évêque de Liège et futur prince-évêque Notger obtient de l’empereur Othon II le droit d établir un marché franc de forger monnaie, de percevoir le tonlieu et la redevance sur la fabrication de la bière. Il fait construire un premier rempart autour du monastère. Au siècle suivant, est édifiée la tour romane de l'actuelle collégiale Saint-Feuillen.
En 1149, le prince-évêque de Liège Henri II de Leez fait élever des remparts supplémentaires pour le reste de la cité. Ces murailles sont renforcées d’un chenal et ouvertes de quatre portes dont la principale est la Porte Al Val et les trois autres sont la Porte Al Chenal, la Porte du Postil et la Porte Al Froissin. Étant donné sa prospérité grandissante, la cité devient l'une des 23 Bonnes Villes de la principauté de Liège. Elle a subi de nombreux sièges surtout au XVIIe siècle.
La commune s'appelait "Fosse" jusqu'en 1963.

## Héraldique
|  | La ville possède des armoiries qui lui ont été octroyées le 13 mars 1995. Les armoiries combinent la bordure des armoiries de Vitrival avec le fermier provenant des armoiries de Fosses. Celles de Vitrival (D'or, au double trécheur, fleuronné et contre-fleuronné, accompagné en cœur d'un lion, le tout de gueules- l'écu posé devant un chêne au naturel) lui avaient été octroyées le 31 octobre 1961. Ce sont celles du Chapitre de Saint Feuillen. L'église était une église collégiale et avait son propre chapitre qui possédait une grande partie du village. L'église a été fondée comme partie du monastère de Saint Feuillen en 652. Il a été inhumé dans l'église en 655 après avoir été assassiné par des bandits dans la forêt proche. Comme les premiers moines venaient d'Écosse, bien que Saint Foillan fut Irlandais, la municipalité a opté pour les armoiries irlandaises. Les armoiries originelles de Vitrival montraient trois arbres. Ces trois arbres symbolisent la forêt locale. Au début du Moyen Âge, le village avait obtenu certains droits sur la forêt. Malgré cela, des conflits intervinrent entre le village et le Chapitre. Le 13 avril 1287, le Prince-Évêque de Liège et le bourgmestre tranchèrent en faveur du bourgmestre. Lors de conflits postérieurs, le village a encore gagné. Ce qui montre l'importance de la forêt pour ce village. Les armoiries de l'ancienne commune de Fosses (D'or à un homme de carnation, vêtu de gueules et de sinople, tenant des deux mains une bêche au naturel; posé sur une terrasse de sinople) lui avaient été octroyées le 12 septembre 1864. Blasonnement : D'or à un batteur en grange contourné de carnation, vêtu d'un sarrau de gueules et d'un pantalon de sinople, prenant appui sur la jambe dextre fléchie en avant, la jambe senestre fléchie en arrière et tenant des deux mains un fléau au naturel, enclos dans un double trêcheur fleurdelisé et contrefleurdelisé de gueules. Source du blasonnement : Heraldy of the World. |

## Politique et administration

### Conseil et collège communal 2024-2030
Ci-dessous, le tableau des résultats des élections communales de 2024.
| Parti | Parti                | Voix (2024) | Voix (2018) | % (2024) | % (2018) | +/-    | Sièges  | +/- | Collège |
| ----- | -------------------- | ----------- | ----------- | -------- | -------- | ------ | ------- | --- | ------- |
|       | UD                   | 4.657       | 4.269       | 73,32%   | 64,56%   | 8.76 % | 16 / 21 | 1.0 | Oui     |
|       | Alternative Fossoise | 1.695       | -           | 26,68%   | -        | 0.0 %  | 5 / 21  | 5.0 | Non     |
|       | ECOLO                | -           | 856         | -        | 12,95%   | 0.0 %  | - / 21  | 2.0 | Non     |
|       | PS                   | -           | 1.487       | -        | 22,49%   | 0.0 %  | - / 21  | 4.0 | Non     |
| Total | Total                | 6 352       | 6 612       | 100 %    | 100 %    |        | 21      |     |         |

| Collège communal  |                        |                                  |
| ----------------- | ---------------------- | -------------------------------- |
| Bourgmestre       | Gaëtan de Bilderling   | Union Démocratique               |
| 1er Échevine      | Laurie Spineux         | Les Engagés - Union Démocratique |
| 2e Échevin        | Frédéric Moreau        | MR - Union Démocratique          |
| 3e Échevin        | Jean-François Favresse | Les Engagés - Union Démocratique |
| 4e Échevin        | Gil Baufay             | Union Démocratique               |
| 5e Échevine       | Josée Lechien          | Union Démocratique               |
| Président du CPAS | Bernard Meuter         | MR - Union Démocratique          |

### Liste des bourgmestres
- Benoît Spineux, de 2007 à 2012 (Union Démocratique).
- Gaëtan De Bilderling, de 2012 à aujourd'hui, (Union Démocratique).

### Jumelages
- Orbey
- Robecco sul Naviglio

## Patrimoine et culture

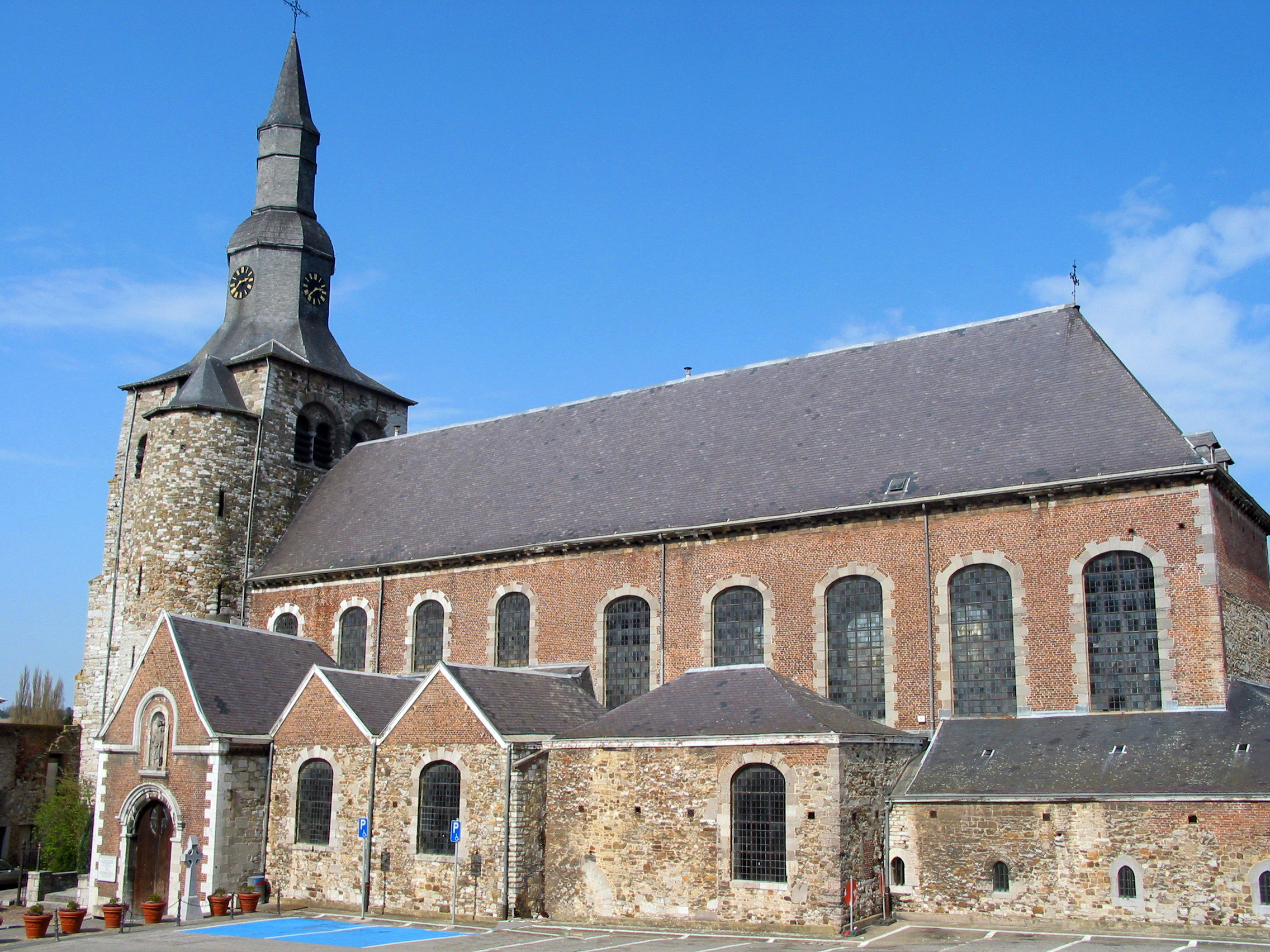
La collégiale Saint-Feuillien.

- La collégiale Saint-Feuillen. Primitivement dédiée à saint Pierre, ancien sanctuaire mérovingien, remplacé successivement par deux bâtisses à l'époque carolingienne. L'avant-corps ottonien, flanqué de deux robustes tourelles d'escaliers. La collégiale a été reconstruite entre 1721 et 1723 : les trois nefs et leurs chapelles et l'habillage général de l'intérieur. La tour de style roman en moellons calcaires date de la fin du Xe siècle ou du XIe siècle. La flèche baroque en ardoises date de 1707-1708[7]. On peut y voir des stalles sculptées de 1524, des sculptures de la fin du XVIe siècle, le buste-reliquaire de saint Feuillien (fin du XVIe siècle). À l'est de l'église, se trouve une crypte construite en 1086 : c'est la seule de ce type conservée en Belgique. La toiture et la maçonnerie de la collégiale ont été rénovées en 2019[8].

- Ancien hôtel de ville. Construit en 1896[9]. En voie de démolition pour l'aménagement de la place du Marché pour 2026[10], pour permettre de construire un hall pour relier les places du Chapitre et du Marché[11].

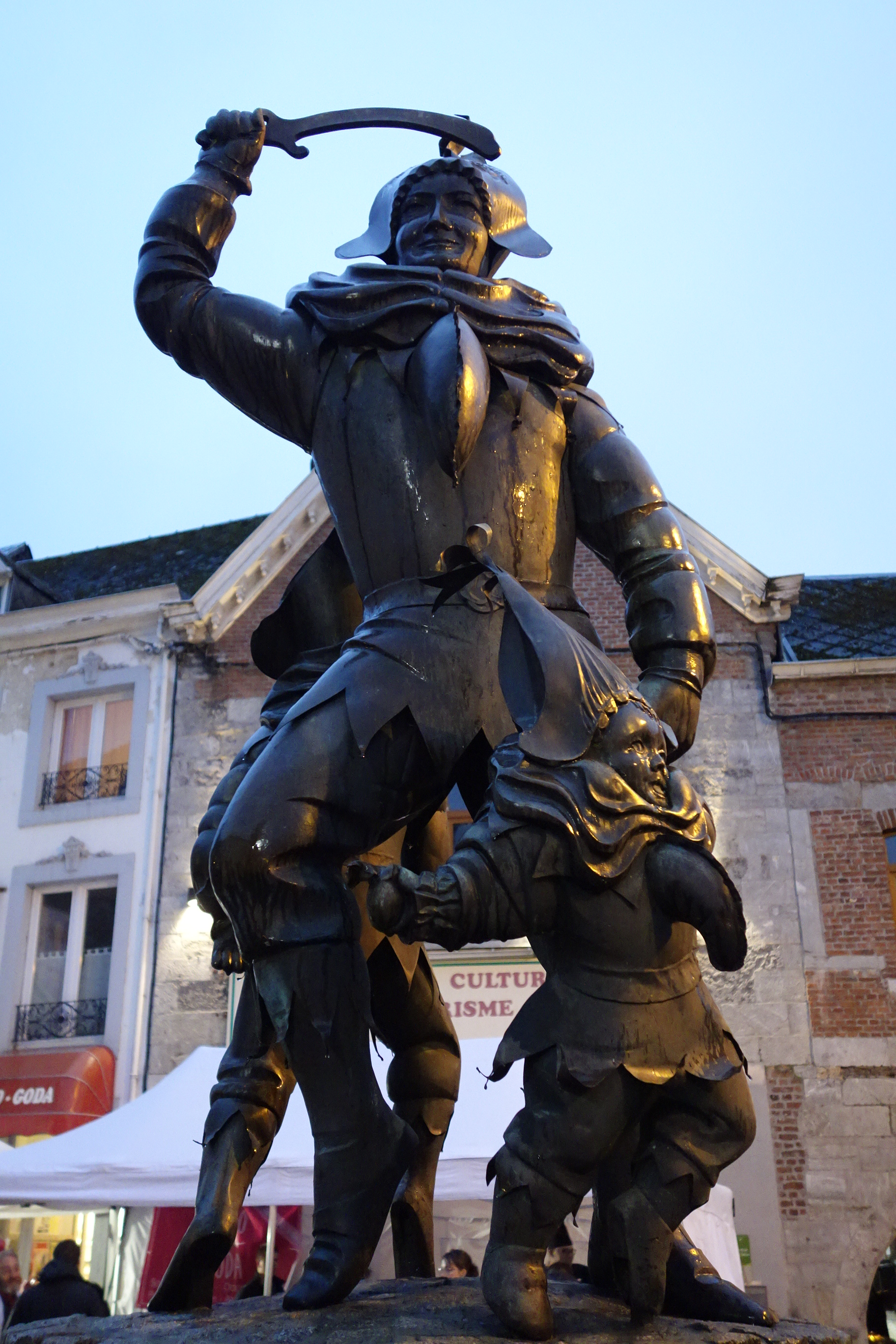
Les Chinels

- Le kiosque. Construit en 1937 et classé le 27 septembre 1998, en janvier 2020, le bourgmestre prenait un arrêté interdisant d'accès en raison de sa dangerosité et le 5 février 2020, le bourgmestre ordonne la démolition des colonnes, du couronnement et de la toiture du kiosque. La ministre du patrimoine Valérie Du Bue décide de le déclasser en septembre 2020 mais en novembre de la même année la Commission Royale des sites et fouilles émettait un avis défavorable du déclassement[12]. En 2021, il a été déclassé, ce qui a ouvert à sa démolition. En 2022, le conseil d'État a suspendu le permis de démolition, jugeant que les justifications étaient insuffisantes[12].
- La statue du Chinel. Installée le 2 mars 1986[13], représente l'un des personnages emblématiques du folklore fossois, connu pour son costume coloré et ses deux bosses, inspiré de la légende locale.
- Pompe de la première moitié du XVIIIe siècle en style classique[14], elle se situe place du Chapitre.
- Ancienne résidence des doyens du Chapitre, notamment de Noël de Rosimont, constructeur de cette demeure probablement de 1622, qui occupe le fond d'une cour qui s'adosse au rempart de la ville du XIIe siècle[15].

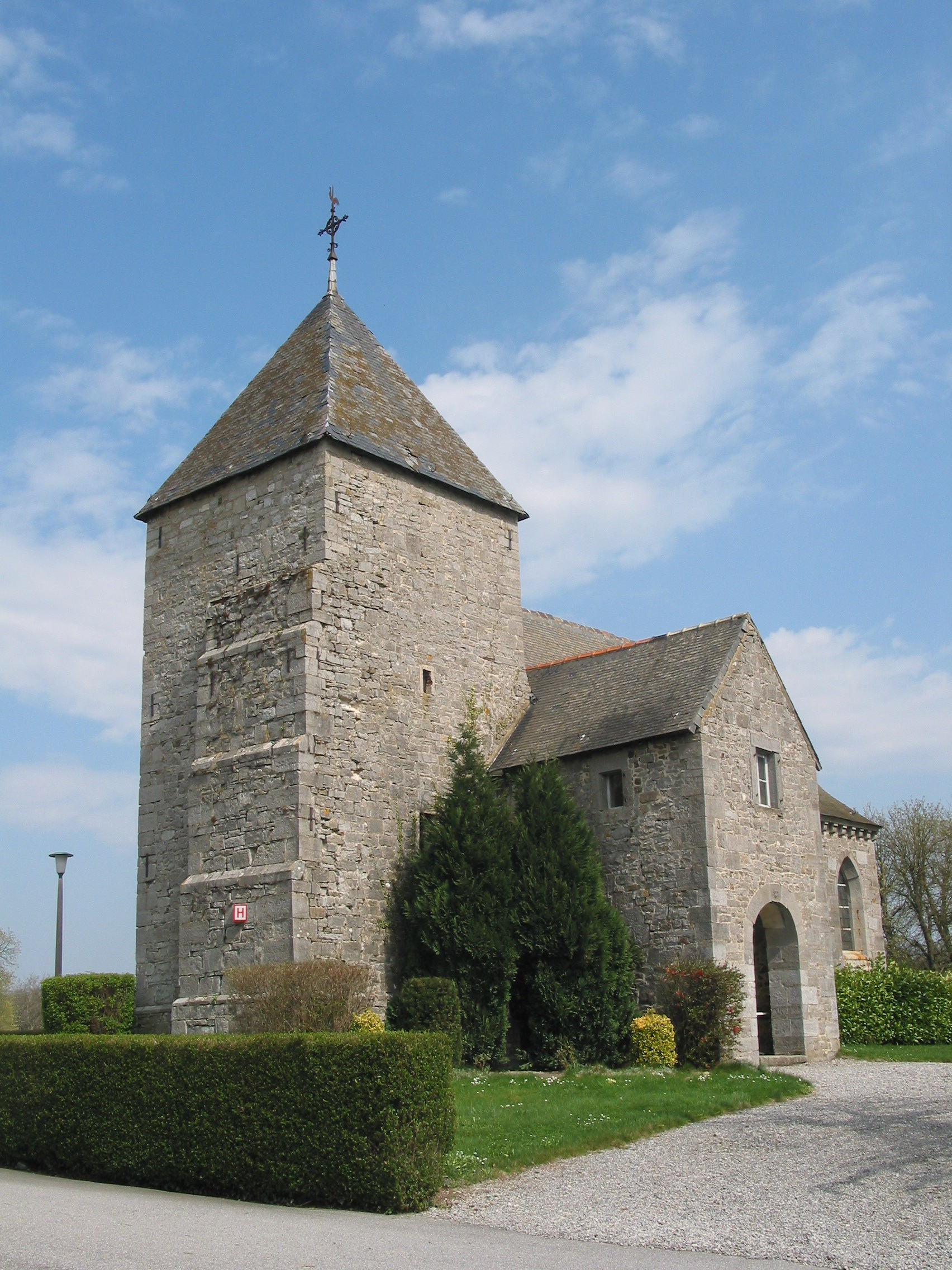
La chapelle Sainte-Brigide.

- La chapelle Sainte-Brigide (VIIIe – Xe siècle).Le petit chapitre à côté de l'église, autrefois résidence d'été des princes-évêques de Liège, abrite une exposition permanente de poupées folkloriques, dont les costumes sont faits à la main par une habitante de la ville.
- Le quartier anciennement dit « en Leiche », à « Saint-Roch », où après le monastère des Scots, se succède à un hôpital puis le couvent des Sœurs Grises qui forment la maison d'en Leiche et la ferme des Béguines. Ensemble qui est édifié essentiellement au XVIIIe siècle[16].
- La chapelle Sainte-Brigide, ancien ermitage des moines irlandais. Elle se trouve dans la propriété du home Dejaifve, datée de 1659, bâtisse gothique en calcaire, plan en croix reversée, composée d'une nef de trois travées terminée d'un chevet à trois pans chaînés et de deux hauts porches branchés aux nord et sud à la rencontre de la nef et de la tour à l'ouest[17].

- Chapelle Saint-Roch. Dans le quartier dit anciennement « en Leiche », édifice du 2e tiers du XVIIe siècle en moellons calcaires et brique, dont le chœur semi-circulaire est précédé de deux travées droites qui sont éclairées par des fenêtres chaînées en tiers-point[18].
- Église Saint-Barthélemy, (Bambois). Édifice néo-gothique en grès et calcaire construit en 1886 à l'intervention de Barthélemy Jeanmart[19].
- Liste du patrimoine immobilier classé de Fosses-la-Ville.

### Culture

#### Musées
- Musée du Petit Chapitre, consacré aux valeurs du folklore local à travers une collection unique de 600 miniatures représentant des personnages emblématiques des Chinels et des grenadiers de la marche septennale de Saint-Feuillen[20].
- Le centre d'interprétation ReGare, consacré aux patrimoines fossois et régional[21].

#### Folklore

##### Carnaval du Laetare et ses Chinels

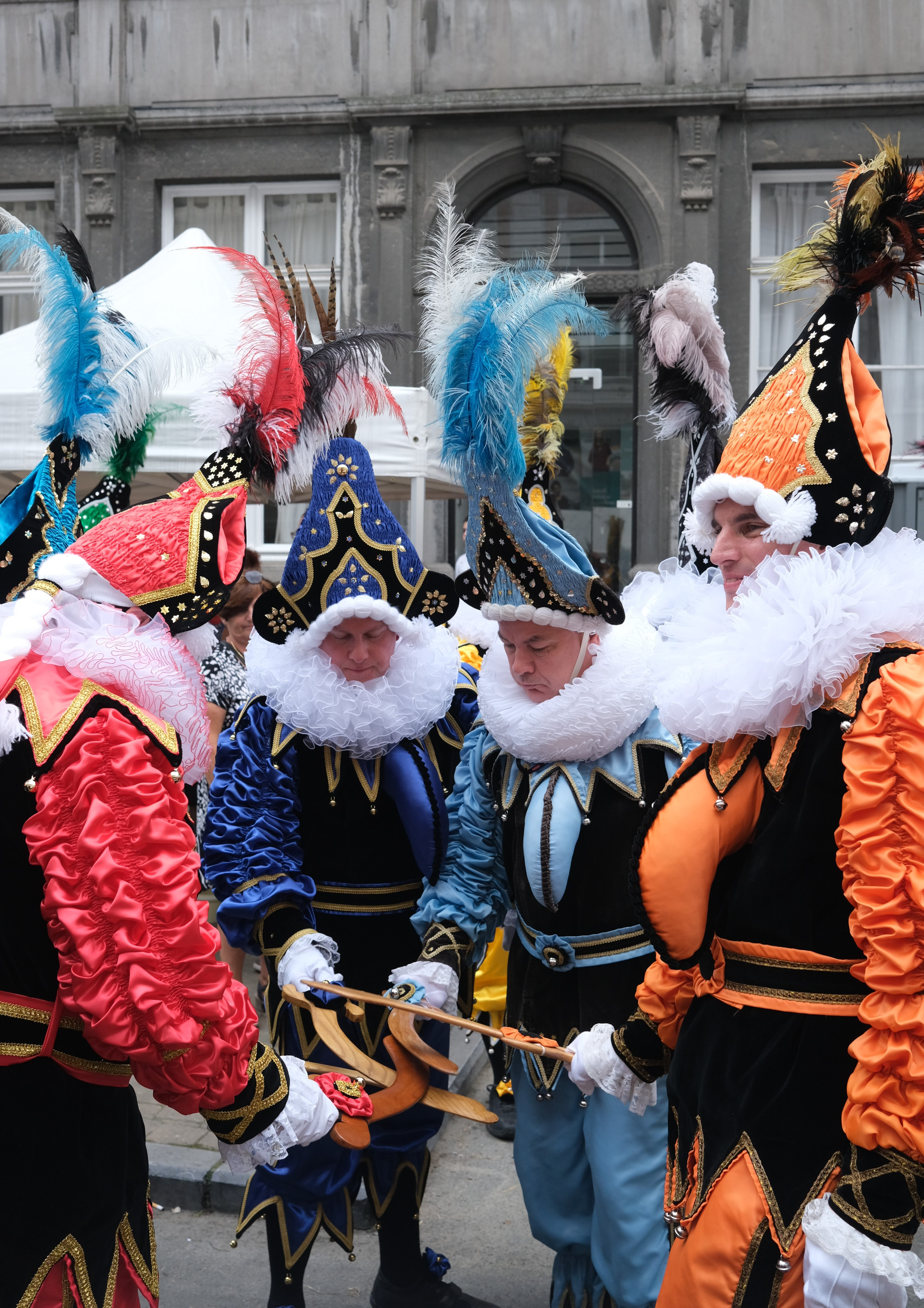
Chinels aux fêtes de Wallonie à Namur en 2023.

Fosses-la-Ville est connue pour son carnaval de la Laetare, durant lequel le groupe folklorique régional célèbre des Chinels défile dans les rues de la ville.

##### Marche septennal Saint-Feuillen
Une 'marche' de l'Entre-Sambre-et-Meuse septennale, la « Saint-Feuillen », la plus grande marche folklorique de la Province de Namur, accueille plusieurs compagnies folkloriques namuroises. Elle commémore la fondation du monastère par saint Feuillen de Fosses, un moine irlandais, venu prêcher l'Évangile. Il mourut assassiné par des brigands le 31 octobre 655 alors qu'il passait à Waudez, près de Nivelles, lors d'un voyage qui devait le mener à Lagny. Depuis, le saint patron de Fosses-la-Ville jouit d'un culte et d'une popularité grandissante. Ainsi, on a vu ériger une croix celtique juste à l'entrée de la collégiale et une petite chapelle construite exactement comme à l'époque de Feuillen fut construite tout près de la chapelle Sainte-Brigide, surplombant la vallée qui abrite la ville.

#### Autres événements culturels

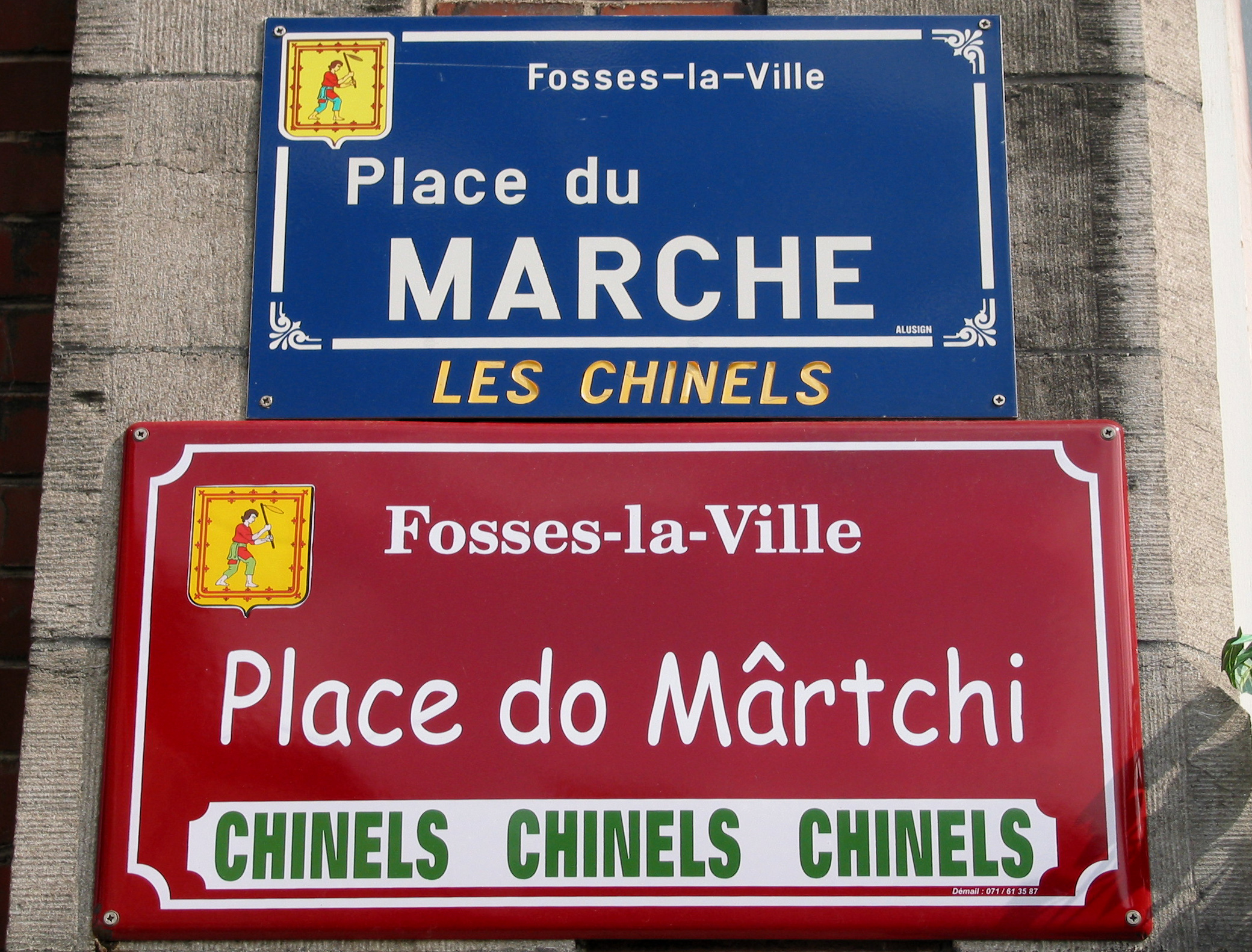
Les plaques de rue sont doubles à Fosses : en français et en wallon.

Fosses-la-ville peut être mieux connue grâce à l'initiative d'organisations locales : visite du centre de la ville, visite de la collégiale, visite du site de la chapelle Sainte-Brigide, les « journées du patrimoine », le marché de Noël, Le cercle d'histoire, le lac de Bambois etc. Fosses-la-Ville possède une histoire passionnante quelle que soit l'époque étudiée : elle est encore aujourd'hui une commune vivante et représentative de la Wallonie, du folklore et de l'art de vivre wallon.
Fosses-la-Ville a la particularité d'avoir des plaques de rues bilingues français-wallon.

## Enseignement
- Athénée Royale Baudouin 1er, section maternelle et primaire ordinaire, rue de l'Ecole Moyenne.
- Collège Saint-André, secondaire, place. du Chapitre.

## Sports et vie associative

### Sports

#### Clubs
- Football : Union Royale Namur-Fosses-la-Ville et FC Racing Fosses.

#### Infrastructures sportives
- Stade de l'Union Royale Namur-Fosses-la-Ville, rue de l'Abattoir.

## Personnalités
- Saint-Feuilien de Fosses (VIIe siècle), moine et abbé irlandais.
- Saint-Ultan de Fosses (VIIe siècle), moine et abbé irlandais.
- Bienheureux Hugues de Fosses (fin XIe-1164), premier abbé général des chanoines prémontrés, successeur du fondateur saint-Norbert de Xanten.
- Les mystiques Julienne de Cornillon et Ève de Liège y sont mortes, respectivement en 1258 et 1266.
- Léon Guillaume (1876-1952), organiste de l'Abbaye aux Hommes de Guillaume le Conquérant à Caen (France) est né à Fosses.
- Georges Brosteaux (1902-1959), coureur cycliste belge, y est mort.
- Jean Guillaume (1918-2001), prêtre jésuite et poète wallon, est né à Fosses.